# Stora gölen (Gärdserums socken, Småland)
Stora gölen är en sjö i Åtvidabergs kommun i Småland och ingår i Storåns huvudavrinningsområde.